# Batu Ferringhi

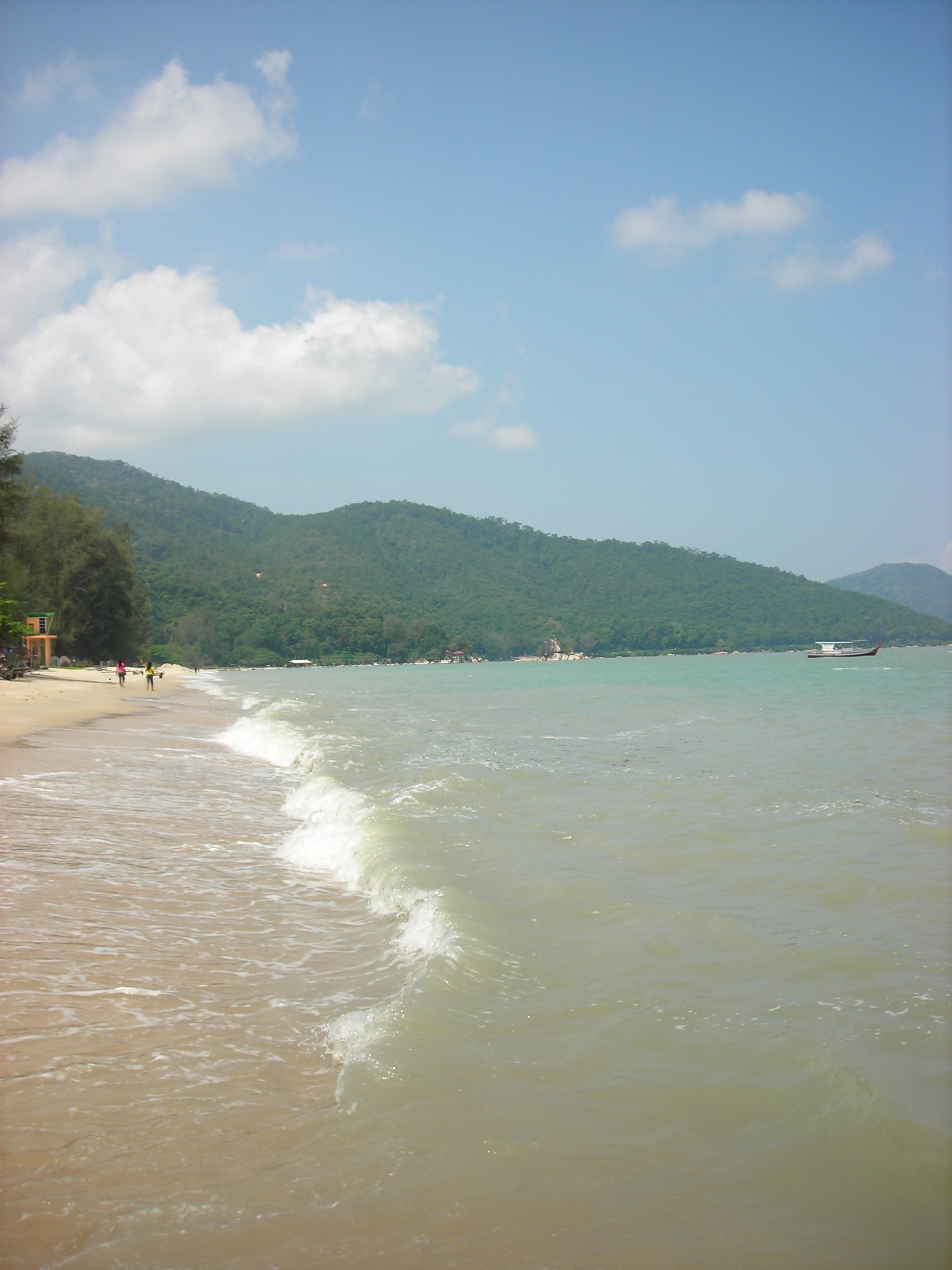
Batu Ferringhi.

Batu Ferringhi (fritt översatt:Utlänningarnas Klippa) är en sträcka med stränder på den malaysiska ön Pinangs norra kust. Strandområdet ligger cirka 15 kilometer utanför centralorten George Town.